# Holocaustul în România
Holocaustul în România a fost procesul de discriminare, deportare și  exterminare a evreilor aflați în teritoriile controlate de  statul român între anii 1937 și 1944, cât și a evreilor cu cetățenie română aflați în afara granițelor, majoritatea celor din urmă aflându-se în Transilvania de Nord, parte în acea vreme din Ungaria fascistă. Ca parte din Holocaustul european, mareșalul Ion Antonescu a aplicat în România propria sa versiune a "soluției finale" urmărite de Hitler, cu numele de cod „curățarea terenului”.
În teritoriile controlate de statul român, Holocaustul a început cu promulgarea primelor legi restrictive anti-evreiești ale guvernului Octavian Goga și s-a sfârșit cu lovitura de stat de la 23 august 1944, când România a încetat colaborarea cu Puterile Axei. Se estimează că între 280.000 și 380.000 de evrei români și din Ucraina, (precum și 11.000 de romi), au fost uciși de către forțele statului. În Transilvania de Nord, controlată de Regatul Ungariei, au fost uciși aproximativ 150.000 de evrei români, circa 132.000 din aceștia fiind deportați către Lagărul de concentrare Auschwitz.

Deși, cu excepția Germaniei naziste, nicio altă țară nu a ucis evrei la asemenea scară, după finalul războiului rolul autorităților române în Holocaust a fost minimalizat constant. Regimul comunist a diluat istoriografia Holocaustului în România, negând amploarea evenimentului sau responsabilitatea autorităților, cu scopul de a-i pune  pe românii majoritari în postura de principale victime ale nazismului și a preîntâmpina eventuale cereri de despăgubiri. După 1989, negarea Holocaustului în România a fost inclusă în discursul mai multor partide politice, în același timp devenind un fenomen difuz, adoptat de grupări cu caracter divers: naționalist, xenofob, conspiraționist, autoritar, antidemocrat sau nostalgic după dreapta radicală interbelică.

## Demografie

Numărul de evrei, pe județ, în România Mare, conform recensământului din 1930

La recensământul din 1938 apar, printre cetățenii români, un număr de 756.930 de evrei. Conform lucrărilor lui Matatias Carp și Marius Mircu, între 1938 și 1941 au pierdut cetățenia română 387.407 evrei, fie că le fusese retrasă de guvernul Goga-Cuza (circa 120.000 de persoane), fie că deveniseră cetățeni sovietici prin cedarea Basarabiei, Bucovinei de nord și ținutului Herța ca urmare a Pactului Ribbentrop-Molotov din 1939 (circa 270.000 persoane) sau cetățeni maghiari prin cedarea Transilvaniei de nord ca urmare a Dictatului de la Viena din 1940. În anul 1940 mai erau cetățeni români doar 369.523 de evrei.
Conform lucrărilor Comisiei Wiesel, dintre evreii români din 1938, mai ales dintre cei deveniți apatrizi în 1938 și dintre cei bucovineni sau basarabeni, acuzați că ar fi susținut Uniunea Sovietică și că s-ar fi dedat la jafuri și cruzimi în dauna populației românești în 1940, au fost exterminați de statul român circa 140.000 (îndeosebi în Transnistria), în timp ce 130.000 au fost exterminați de Ungaria fascistă în Transilvania de nord, fie direct, fie prin deportare în lagărele germane. În total au fost măcelărite 270.000 persoane (35% din populația evreiască română din 1938) și au devenit sovietice 136.250 (18% din populația evreiască română din 1938).
Dintre cei 356.237 evrei români din 1952 (47% din populația evreiască română din 1938), până în 1956 au emigrat spre Palestina britanică (după 1948: Israel), Europa Occidentală și America 209.963 persoane, astfel că la recensământul din 1956 mai erau 146.274 evrei în România. Emigrația a continuat: în 1970 mai rămăseseră 24.667 evrei, în 1992 doar 9.670 iar în 2002 doar 6.179. Majoritatea lăcașurilor de cult ale evreilor au fost expropiate, jefuite și distruse.

## Antisemitismul premergător Holocaustului
În România, ostilitatea față de evrei își are originile în mișcarea naționalistă a secolului XIX și se întrepătrunde cu istoria unirii principatelor și crearea României Mari. Primii pași ai declanșării antisemitismului premergător Holocaustului s-au pornit odată cu începuturile fascizării României, în anii 20' și  au ajuns la apogeu în anii 1930, perioadă în care partidele politice i-au învinuit pe cetățenii evrei de marea criză economică în care     se înglodase populația. Discursul anti-evreiesc în România a fost încurajat și de ascensiunea lui Hitler și transformarea antisemitismului în politică de stat în Germania Nazistă.

### Antisemitismul în perioada antebelică
Antisemitismul a luat amploare și a început să se exprime deschis odată ce independența României a devenit o certitudine. Liderii români de la 1866 au instrumentalizat chestiunea cetățeniei evreilor prezentându-i ca un obstacol în calea independenței și emancipării materiale și culturale a României. Dezbaterile ocazionate de Tratatul de la Berlin, care garanta independența României cu condiția acordării cetățeniei evreilor, au dus la radicalizarea curentului antisemit. S-a remarcat în acest context antisemitismul lui Ion Brătianu, radicalizat după 1867, dar și cel al lui Mihail Kogălniceanu. Mai puțin cunoscut, dar antisemit visceral a fost deputatul I.C. Codrescu din Bârlad, autor al unui pamflet antisemit numit Cotropirea judovească în România. În afara lumii politice, elitele intelectuale participau la propagarea urii; exemple relevante sunt Bogdan Petriceicu-Hasdeu, Vasile Alecsandri, Ioan Slavici sau Mihai Eminescu.
Nicolae Iorga s-a format intelectual în acest context antisemit și la 1910 a pus, alături de Alexandru C. Cuza, bazele primului partid declarat antisemit din România, Partidul Național-Democrat.

### Antisemitismul în perioada interbelică
Înaintea alianței dintre România și Germania nazistă (octombrie 1940), societatea românească, precum și celelalte societăți europene ale vremii, cuprindea un mare număr de evrei integrați (inclusiv în sferele politică, economică, intelectuală), care nu mai practicau iudaismul decât în marele ocazii (nașteri, bar-mițva, căsătorii, decese) dar și minorități tradiționaliste religioase trăind separat de restul populațiilor, mai ales în nordul și răsăritul țării (în ștetle rurale sau ghetouri urbane). Ca în restul Europei vremii, opinia publică era traversată de curente mai mult sau mai puțin antisemite, având rădăcini fie religioase (evreii fiind considerați de creștinii mai habotnici ca fiind „călăii lui Isus”), fie economice (evreii din burghezie sau negustorii și cămătarii rurali, adesea mai școliți decât țărănimea sau muncitorimea, fiind pizmuiți ca atare), fie politice (o parte dintre evreii socialiști din "Bund" -בונד, Бунд, un partid marxist evreiesc- susținuseră bolșevicii maghiari în Transilvania sau ruși în Basarabia împotriva mișcărilor naționale române).

#### Antisemitismul în rândul populației generale
După marea criză economică din anii 1930, curentele antisemite din România au câștigat teren, evreii fiind socotiți principalii responsabili, mai ales în clasa medie sărăcită (țărani mici proprietari, meșteșugari, salariați ai marilor întreprinderi și ai administrațiilor) care adera la tezele lui Octavian Goga sau ale Legionarilor pentru care evreii sunt „străini de neam” și trebuie „dați afară”.

#### Antisemitismul Partidului Național-Creștin
În decembrie 1937 guvernul Goga ia primele măsuri de numerus clausus în învățământ, avocatură și administrație, țintind limitarea numărului evreilor în universități, în școlile superioare, barouri și organele statului, și retrage cetățenia română unui număr de circa 120.000 de evrei vorbitori uzuali ai limbilor yiddish, maghiară, germană sau rusă și doar aproximativi ai limbii române, cu atât mai ușor cu cât, în teritoriile românești care aparținuseră împărățiilor austro-ungară și rusă, evreii unguri sau ruși erau socotiți ca fiind agenți fie ai bolșevismului, fie ai revizionismului maghiar sau rusesc. La data de 8 august 1940, măsurile de numerus clausus sunt extinse la maranii calotești (creștini, dar de origine evreiască), iar căsătoriile între creștini și evrei sunt interzise.

## Relația României cu Germania nazistă

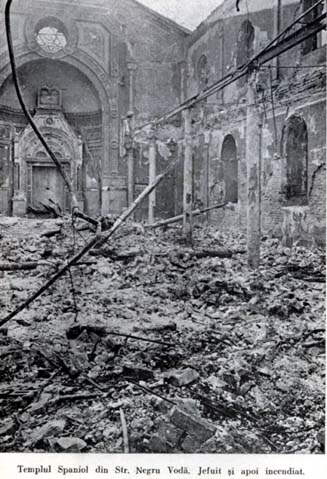
Sinagoga sefardă din București
devastată și incendiată în timpul rebeliunii legionare, la 21 ianuarie 1941.

### În timpul războiului
În noiembrie 1941, ambasada Germaniei la București se plângea că ambasadele române din Europa se opun deportării evreilor români de către autoritățile germane, dar a obținut ca statul român să predea Germaniei evreii de cetățenie germană prezenți în România, și ca ambasada română din Franța să se dezintereseze de evreii români din acea țară, care erau arestați de autoritățile franceze colaboraționiste și predați Germaniei (cazul Olgăi Bancic). În iulie 1942, ambasada română din Berlin, observând că evreii maghiari din Germania nu erau deportați, le afirmă germanilor că România nu poate accepta un tratament diferit pentru evreii români. Simultan, la Lublin, în Polonia ocupată, Adolf Eichmann, șeful Serviciului german de Siguranță, se izbea de opoziția lui Radu Lecca care, de la Berlin, refuza să autorizeze deportarea evreilor români din acea zonă; germanii îl acuză pe Lecca că „a fost corupt de banii jidovimii”. În decembrie 1942 Germania protesta oficial împotriva deciziei mareșalului Antonescu de a autoriza repatrierea a circa 75.000 de evrei din Transnistria și plecarea lor spre Palestina, cu condiția ca Sfatul Mondial Evreiesc să-i plătească României o însemnată indemnitate. Și Aliații au protestat, motivând că „nu-i aparține Sfatului Mondial Evreiesc să finanțeze o țară inamică”.
În 1942, regimul Antonescu a refuzat predarea evreilor români către Germania nazistă (inclusiv în însăși Germania sau în țările ocupate de aceasta), cerută de plenipotențiarul SS Gustav Richter, sub motivul că „România este perfect în stare să asigure ea însăși soluționarea problemei evreiești”. Radu Lecca și Mihai Antonescu au creat Centrala Evreilor din România, pentru a contrabalansa Confederația Societăților Evreiești din România, condusă de Wilhelm Filderman, socotită prea independentă, și care, împreună cu Crucea-Roșie, aducea deportaților din Transnistria merinde și medicamente, ba chiar obținea repatrierea unora dintre ei.

## Propaganda antisemită

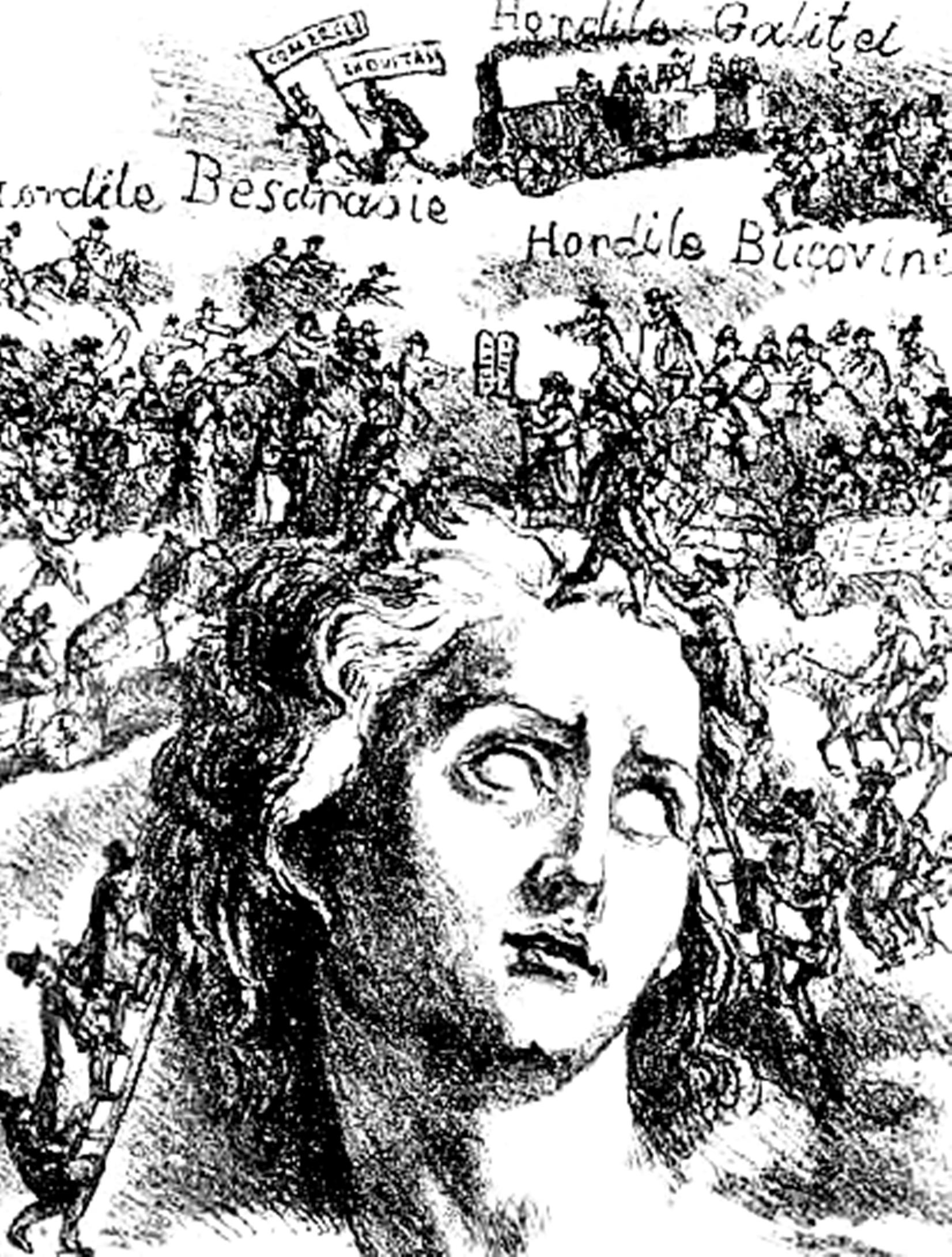
România cotropită de evrei și străini (1875), litografie de Alexandru Asachi, fiul lui Gheorghe Asachi

În România, atât legionarii (până în ianuarie 1941), cât și guvernul Antonescu socotesc evreii ca fiind responsabili de corupția antebelică și de criza economică. Ca și romii, ei îi sunt prezentați populației (prin presă, prin știrile cinematografice dinaintea oricărui film, prin radio și expoziții) ca fiind dăunători națiunii și paraziți, pentru a pregăti opinia să accepte ceea ce regimul denumește „curățirea terenului”.

### „Iudeo-bolșevism”

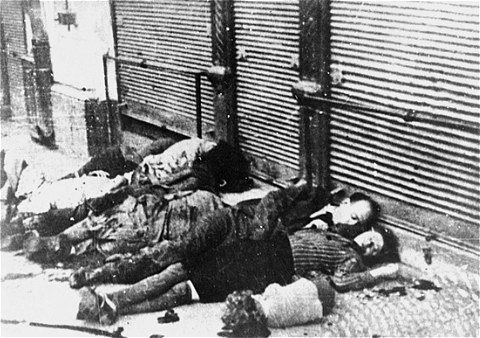
Evrei împușcați în stradă la Iași în timpul Pogromului de la Iași.

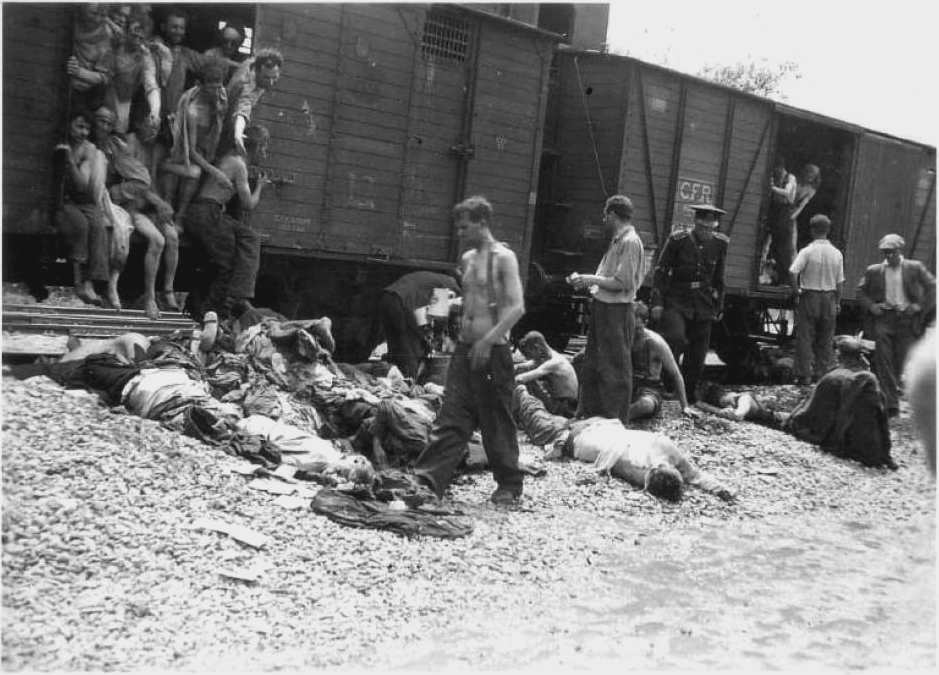
„Trenul morții” Iași, 27 iunie 1941.

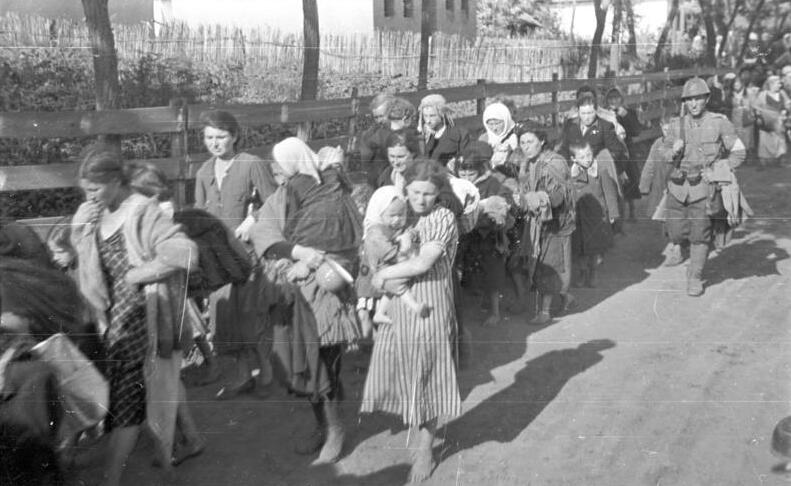
Evrei deportați în Transnistria sub supravegherea unui soldat român.

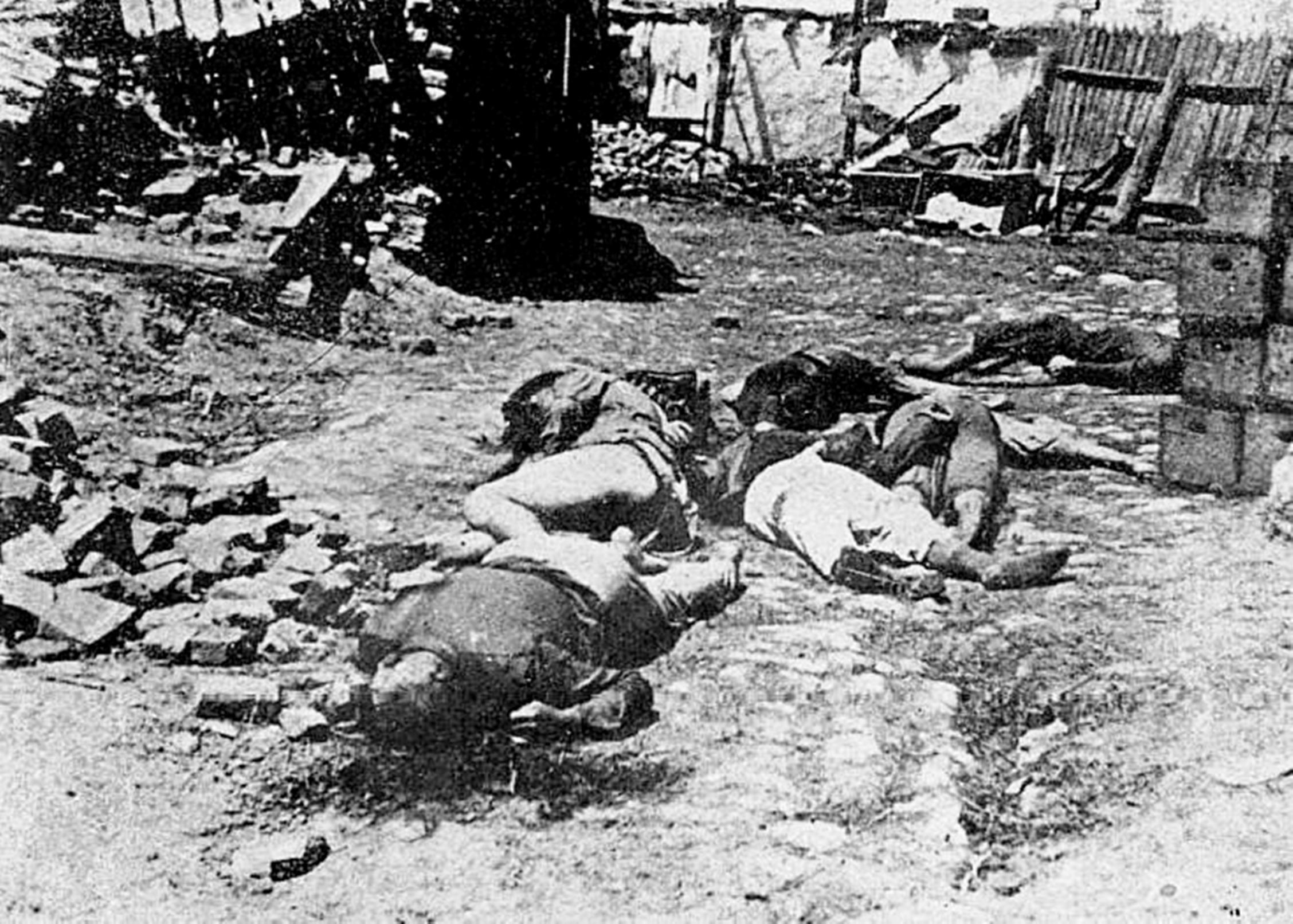
Evrei deportați în Transnistria și împușcați între Bîrzula și Grozdovka de militarii români care-i escortau, octombrie 1941 - femeia a fost despuiată.

## Holocaustul în România
„Soluția corectă” a permiterii populației evreiești să se refugieze din România a devenit inaplicabilă după luna decembrie 1941, când Aliații au declarat război României și au început să considere evreii români ca fiind „cetățeni sau resortisanți ai unui stat inamic”. Din acel moment, nici țările neutre precum Turcia nu au mai acceptat să-i primească, astfel că guvernul Antonescu a început deportarea evreilor spre Transnistria, inaugurând perioada cea mai cruntă din istoria evreilor din România.

### Pogromul de la București
Astfel, din cauza ideologiei legionarilor, a luptei pentru putere dintre Legiune și Ion Antonescu și a puternicului sentiment antisemit, are loc în perioada 21-23 ianuarie 1941 Pogromul de la București (Rebeliunea legionară). Legionarii pun stăpânire pe diverse centre de securitate din București, în care se baricadează înarmați, iar pe 21 ianuarie încep să atace cartierele și centrele evreiești. 
În timpul Pogromului de la București, mai multe cartiere și centre evreiești au fost distruse, și mai multi evrei au fost bătuți, violați, uciși, arestați etc. Majoritatea asasinatelor au avut loc în pădurea Jilava, unde între 83 și 96 de cadavre au fost găsite. Un alt loc în care au fost asasinați un număr mare de evrei este Abatorul, unde în jur de 13 cadavre au fost descoperite, agățate în cârligele de măcelărie și cu inscripția ,,carne kașer”. De asemenea, un număr mare de evrei au fost ținuți prizonieri, bătuți, înfometați; magazine, case, sinagogi au fost jefuite, distruse, arse. 
Rebeliunea legionară (Pogromul de la București) s-a terminat prin înfrângerea legionarilor și înlăturarea lor de la putere. În total, în timpul Pogromului de la București au fost uciși aproximativ 120 de evrei, au fost distruse aproximativ 1300 de clădiri și au fost create pagube în valoare de aprox. 383 milioane lei. După Rebeliunea legionară, Horia Sima, ultimul comandant al Gărzii de Fier și vicepreședintele Consiliului de Miniștri, a încercat să fugă din România și a ajuns internat într-un lagăr de concentrare nazist.

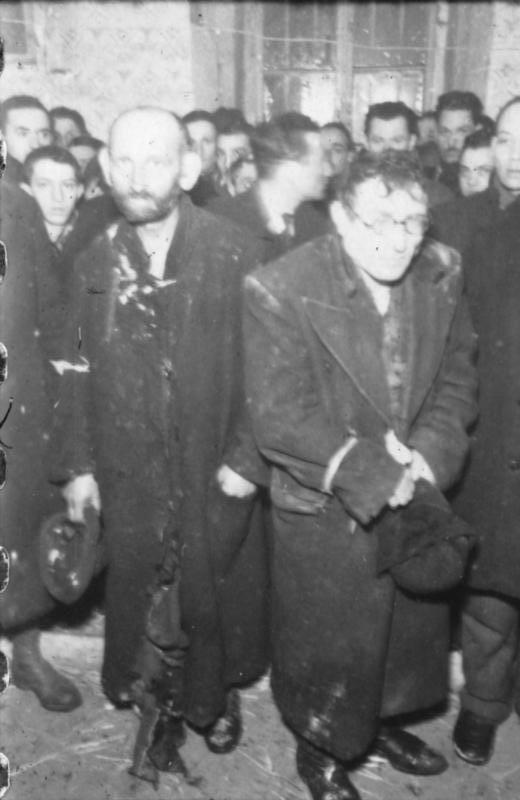

### Pogromul de la Dorohoi
Pe 1 iulie 1940 a fost declanșat Pogromul de la Dorohoi de către militarii români care se retrăgeau din Herța, cu ocazia înmormântării unui soldat român de origine evreu. (victime: 100 evrei; au avut loc jafuri, violuri, violentă fizică și verbală etc.)

### Pogromul de la Iași
Câteva zile după trecerea Prutului, un incident cu niște soldați dezertori care trăseseră într-o patrulă a declanșat pogromul de la Iași în care 12.000 de evrei ieșeni, civili, au fost măcelăriți sau închiși într-un tren de marfă în care au murit de sete și foame.
La data de 22 iunie 1941, România intră în război alături de Germania nazistă, pentru a elibera teritoriile anexate de URSS în vara anului 1940.
Pe 24 si 26 iunie 1941, Iașiul a fost bombardat de avioanele sovietice, și pentru că exista o puternică credință că evreii erau comuniști, au apărut zvonuri cum că evreii au făcut semne avioanelor sovietice unde să arunce bombele și au tras în soldați români (s-au auzit focuri de armă în oraș, dar nu s-au gasit semne sau gloanțe sau răniți/morți).
În perioada 26 iunie- 6 iulie 1941, are loc Pogromul de la Iași. Acest eveniment nu a fost spontan, ci a fost pregătit, având 5 etape:
1. răspândirea de zvonuri despre evrei (cum că ei ar fi arătat unde sa fie aruncate bombele și că au folosit arme de foc împotriva armatei române)
2. atenționarea românilor despre următoarele evenimente
3. creșterea colaborării populației cu forțelele de securitate
4. marcarea caselor creștine (punerea crucilor la intrarea în case și la geamuri)
5. incitarea populației la crimă, jaf, viol (afișe, chemare)

Începând cu data de 26 iunie, au fost arestați evrei, acuzați de jaf sau că erau comuniști. Astfel, începând cu data de 26 iunie și până pe data de 29 iunie, în curtea Chesturii Poliției au fost  înghesuiți aproximativ cinci mii de evrei. Aceștia au fost ținuți acolo cu forța, bătuți, înfometați și deshidratați. Cei care nu au murit din cauzele menționate anterior, au fost uciși când s-a deschis focul de arme asupra lor, dar din ,,fericire” au existat și supraviețuitori. 
Pe străzile Iașiului, centre evreiești au fost distruse, magazine și case jefuite, evrei bătuți și uciși de soldați, legionari și/sau cetățeni români. Au fost cazuri când ne-evrei au încercat să salveze evrei și au fost uciși împreună cu aceștia.
Pe 29 iunie 1941, Mihai Antonescu, vicepreședintele Consiliului de Miniștrii după plecarea lui Horia Sima, a dat ordin ca toți evreii din Iași să fie evacuați, inclusiv supraviețuitorii curții Chesturii Poliției, și duși la gară, unde au fost organizate două trenuri, supranumite ,, Trenurile mortii”.
Primul tren al morții avea între 33 și 39 de vagoane în care au fost înghesuiți între 2.430 și 2.590 de evrei. În fiecare vagon se aflau între 80 si 150 de evrei, unii răniți grav sau muribunzi. Vagoanele de vite/marfă au fost închise ermetic și ferestrele au fost blocate cu scânduri, făcând respirația anevoioasă. Acest tren a părăsit Iașiul pe 30 iunie 1941 și s-a îndreptat spre Călărași. Durata călătoriei a fost de 7 zile, timp în care trenul a stat mai mult decât a mers, sau a mers cu cea mai mică viteză posibilă. În aceste 7 zile, trenul a parcurs ditanța de 500 km. Din când în când, vagoanele erau golite de cadavre și ,,pasagerii” primeau apa în schimbul unor prețuri foarte mari. De asemenea, au avut loc și jafuri. La Călărași au ajuns doar aproximativ 1.000 evrei care au fost internați într-un lagăr imporvizat la Călărași, unde au fost puși la muncă forțată.
Al doilea tren al morții avea 18 vagoane, în care au fost înghesuiți aproximativ 1.900 de evrei, ultimul vagon fiind umplut cu 80 de cadavre. De la plecarea trenului pâna la momentul sosirii lui la Podul Iloaiei au trecut 8 ore, chiar dacă distanța era doar de 20 km. Condițiile au fost atât de dure, încât din cei 1900 de evrei au supraviețuit doar aprox. 900.
Se estimează că în timpul Pogromului de la Iași au fost uciși între 13.868 și 14.850 de evrei. (trenurile: 4.430 ----- 1.909) Acest pogrom a reprezentat începutul deportărilor evreilor din Basarabia, Bucovina și Dorohoi.

### Masacrul de la Odesa
Masacrul de la Odesa este cea mai mare crimă săvârșită vreodată de armata română. El a avut loc șase zile după intrarea trupelor române în Odesa, în data de 22 octombrie 1941, în urma unui atentat al partizanilor sovietici care l-au ucis pe generalul Ion Glogojanu, comandant al orașului, împreună cu alți 40 de militari. Succesorul lui Glogojanu, generalul Constantin Trestioreanu, a replicat spânzurând aproximativ 5.000 de persoane în ziua și noaptea următoare, de felinare și balcoane. Majoritatea celor spânzurați au fost evrei, deoarece partizanii, care cunoșteau perfect canalizarea orașului, erau mult mai greu de prins. 
La data de 23 octombrie, 19.000 de evrei au fost arestați pe cartiere și deținuți în hangare, biserici și săli publice. Sute dintre ei, poate mii au fost împușcați cu mitraliera apoi stropiți cu benzină și arși, iar în ziua următoare alte câteva mii au fost conduși în afara orașului în șanțurile defensive și acolo împușcați cu mitraliera câte 40 sau 50 laolaltă, fiind acoperiți cu pământ pe măsură ce se prăvăleau în șanțuri. Încă 5000 au fost închiși în trei depozite industriale mari, de asemenea împușcați cu mitraliera, stropiți cu benzină și arși cu depozite cu tot. Numărul total al victimelor este estimat a fi între 15.000 și 40.000 de evrei odeseni.
Pe 1 noiembrie, 33.885 de evrei supraviețuitori (dintr-o comunitate inițială de circa 50.000 înainte de război) au fost regrupați la apus de oraș, în cartierul Moldoveanca și în colhozurile și grajdurile din jurul Odesei în vederea deportării în nordul Transnistriei. Majoritatea au murit de dizenterie, foame și frig în decursul lunii decembrie: Raul Hilberg afirmă că în total măcelul de la Odesa ar fi cauzat aproximativ 100.000 de morți, la cei odeseni adăugându-se mii de evrei basarabeni aduși și ei la Moldoveanca (pe unde trecea calea ferată Tighina–Odesa). Într-o scrisoare a mareșalului Antonescu din 19 octombrie 1941 către fostul său coleg de liceu Wilhelm Filderman, Conducătorul statului se justifică astfel: „La Odesa, evreii sunt cei care au insistat pentru ca trupele rusești să ne opună o rezistență îndârjită și inutilă, numai ca să ne aducă nouă cât mai mari daune”.

### Deportarea evreilor și romilor în Transnistria
Nu în limitele teritoriale ale României propriu-zise, unde se aplicau legile civile, au fost comise cele mai mari crime, ci în Transnistria, teritoriu sub administrație militară, anexat formal de România. Crimele au fost comise din ordin, pe militarii șovăielnici așteptându-i aspre pedepse, cum reiese clar din declarațiile mareșalului Antonescu. Evreii care treceau Bugul meridional (limita răsăriteană a Transnistriei) fugind de Einsatzgrupele naziste, erau predați înapoi. 
La numai o lună după trecerea Prutului, 25.000 de evrei basarabeni fuseseră deja deportați în Transnistria, conform ordinelor date de mareșalul Antonescu privind „curățirea terenului”. În total, în cei trei ani cât a durat stăpânirea românească în Transnistria, circa 160.000 de evrei din toată țara, dar îndeosebi bucovineni și basarabeni, au fost deportați în Transnistria în asemenea condiții, încât peste 25.000 au murit pe drum. Dintre cei ajunși în viață, încă o treime au mai murit la fața locului de frig, foame și boli (în special dizenterie). Jumătate dintre cei 320.000 evrei bucovineni, dorohoieni și basarabeni au pierit în acest răstimp, majoritatea în cele cincisprezece lagăre în care fuseseră regrupați, sub pază militară, și în care orice incident dădea loc împușcării în grup a deținuților implicați sau bănuiți (cele mai sinistre lagăre fiind Ahmetcetka, Bogdanivka, Domanivka și Peciora).
În anii 1943 și 1944 (până în august), statul român le impusese evreilor din restul țării obligația de a asigura, în locul soldaților plecați pe front, munca de jos adică terasamentul, curățarea străzilor ș.a., în comunele și orașele unde locuiau; cei care nu se prezentau erau arestați și deportați în Transnistria (45.000 cazuri), dar exista posibilitatea de a plăti taxe pentru a fi scutit (26.000 cazuri).
În afară de evrei, și 38.000 de romi au fost victime ale Holocaustului în Transnistria potrivit Comisiei de război a României din 1945.

## Holocaustul evreilor nord-transilvăneni
În Transilvania de nord, cedată Ungariei, armata amiralului Horthy, și „Baroșii” (o organizație antisemită, al cărei președinte a fost József Haracsek) au ucis sau predat Germaniei naziste circa 120.000 de evrei care fuseseră cetățeni români înainte de război, adică 80% din populația evreiască din acest teritoriu. În teritoriile cedate URSS-ului (Bucovina de nord și în Basarabia), autoritățile sovietice i-au persecutat pe evrei ca sioniști, burghezi, iar cei dintre ei care erau negustori, având magazine și case, precum și cei care fuseseră salariați ai statului român, au fost închiși și deportați spre Kazakhstan și alte „gulaguri” ca spioni pentru România, lachei ai ocupantului burghezo-moșieresc român, sau exploatatori ai norodului.
Este adevărat că « Yad Vashem » a recenzat numai 139 de « Drepți între popoare » (79 în Rep. Moldova și 60 în România) și este logic: « Yad Vashem » era necunoscut în țările comuniste (1946–1990), majoritatea « Drepților » murind fără să fi aflat de existența sa, iar familiile salvate de ei și trăind în Israel sau în alte « țări imperialiste » nu aveau cum să-i mai găsească pe binefăcătorii lor. Însuși Iosif Goebbels scria în jurnalul său personal la data de 19 februarie 1941 că « Antonescu este la guvern cu sprijinul francmasonilor și dușmanilor Germaniei iar sașii noștri sunt prigoniți: Reich-ul a făcut atâtea eforturi degeaba! ».

## Rezistență și refugiu
Începând cu toamna anului 1940, sute de evrei, o parte din ei refugiați din alte țări, pleacă în fiecare lună spre Palestina, în mod ilegal, prin asociația Aliyah condusă de Eugen Maisner și Samuel Leibovici, cu asentimentul guvernului Antonescu pentru care expulzarea este, în acel moment „soluția corectă pentru rezolvarea problemei evreiești”. Desigur, respectivii trebuie să-și abandoneze toate bunurile și economiile statului român. Circa 80.000 de evrei au părăsit România pe parcursul unui an. Nu toți au ajuns sau au rămas în Palestina; unii aveau să emigreze în final spre Statele Unite. 

### Români „Drepți între popoare”
În timpul Holocaustului, în România au fost și oameni care și-au riscat viața și avutul în încercarea de a-i ajuta pe evrei. Aceste persoane au primit din partea Israelului - prin institutul Yad Vashem din Ierusalim, înființat în 1953 cu scopul de a cinsti memoria victimelor și eroilor din timpul Holocaustului - „Cetățenia de Onoare” și titlul de „Drepți între popoare”. Acest titlu a fost primit de 60 de români, printre care Traian Popovici, Viorica Agarici, Constantin Karadja, episcopul Áron Márton și Regina mamă Elena. Pentru o listă întreagă, vedeți § Lista cetățenilor români distinși cu titlul „Drept între Popoare”.
- Avocatul Traian Popovici a fost primar al Cernăuțiului și a refuzat să aplice o politică discriminatorie, refuzând să creeze un ghetou și, astfel, salvând de la deportare 20.000 de evrei. El a fost sprijinit de Regina mamă Elena si de Mitropolitul Bucovinei. A primit titlul postum, în anul 1989.

- Viorica Agarici a fost președinta Crucii Roșii Roman. Acesta s-a așezat pe șine la Roman și nu a lăsat trenul Iași-Călărași să treacă până când evreii nu au primit îngrijiri medicale și decedații nu au fost înmormântați. Regina Mană a sprijinit-o. Viorica Agarici a primit titlul „Drept între popoare”, iar pe „aleea drepților” de la Yad Vashem a fost plantat un copac în amintirea ei.

- Regina mamă Elena a apelat direct la Ion Antonescu pentru a nu deporta evreii din Cernăuți, a trimis ajutor în Transnistria și a contribuit decisiv la întoarcerea evreilor acasă în 1942-1943. Acesta a primit de asemenea titlul „Drept între popoare”.
- Constantin Karadja a fost un diplomat român care l-a convins în anul 1940 pe ministrul de Externe Mihai Antonescu să nu aplice eticheta „Evreu” pașapoartelor acestora, astfel sporindu-le șansele să tranziteze în siguranță țarile ostile. Pentru susținerea evreilor români din afara granițelor, a primit titlul postum, în anul 2005.[45]

- Áron Márton, episcop romano-catolic al Arhidiecezei de Alba Iulia între anii 1938 și 1980, a fost unul dintre cei mai vocali contestatari ai politicilor antisemite din Transilvania ocupată. În mai 1944, în ajunul expulzării evreilor din Cluj, episcopul a ținut o slujbă la Biserica Sf. Mihail prin care a făcut un apel credincioșilor să își apere vecinii evrei. A primit titlul postum în anul 1999.

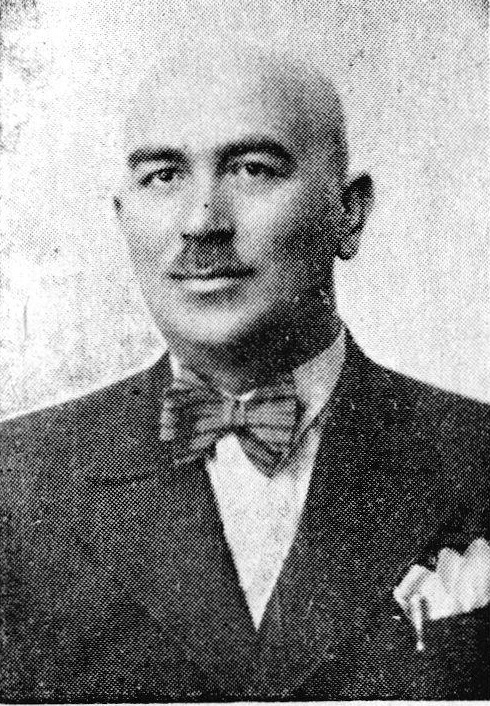
Traian Popovici
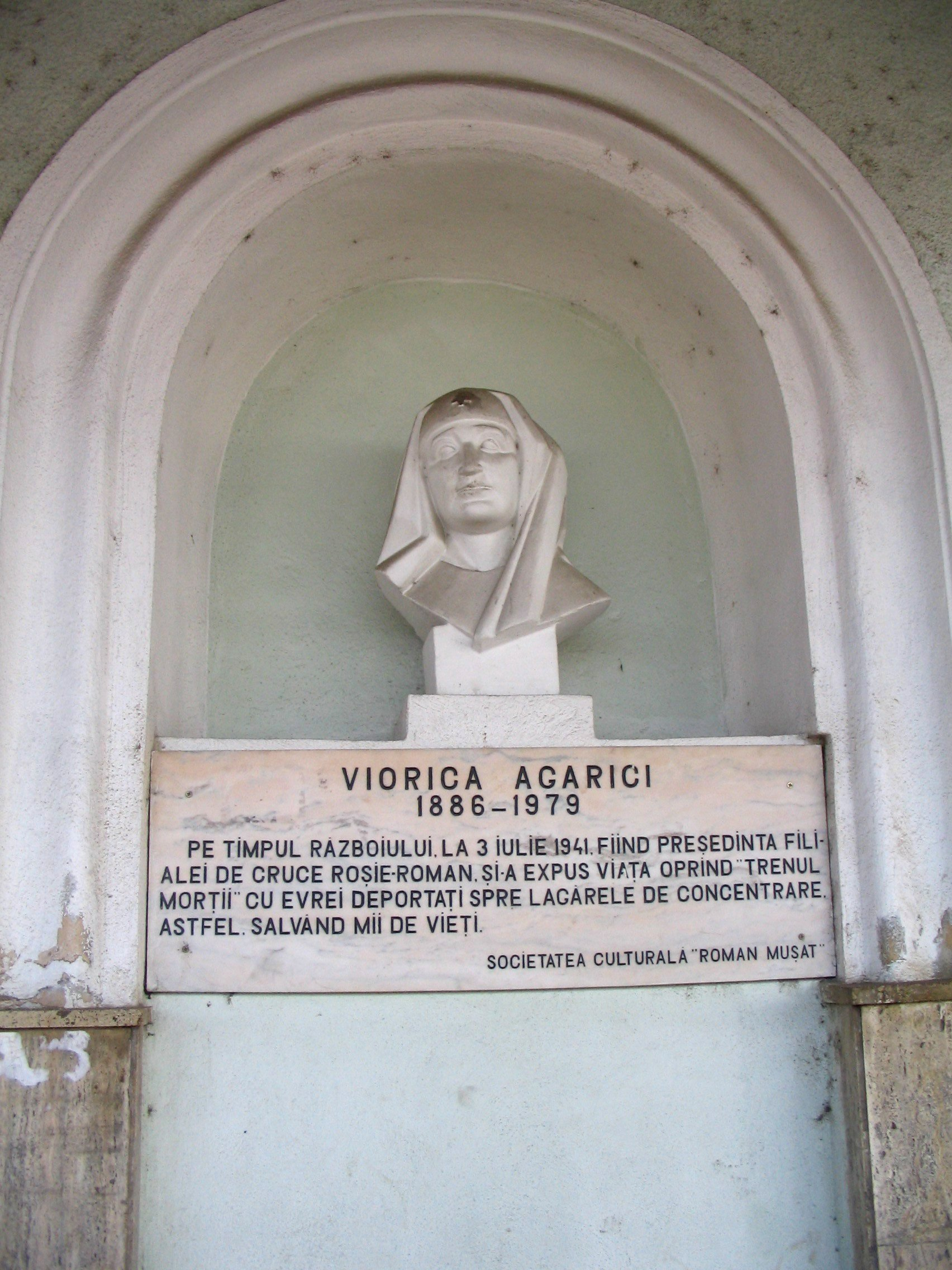
Bustul Vioricăi Agarici din Gara Roman
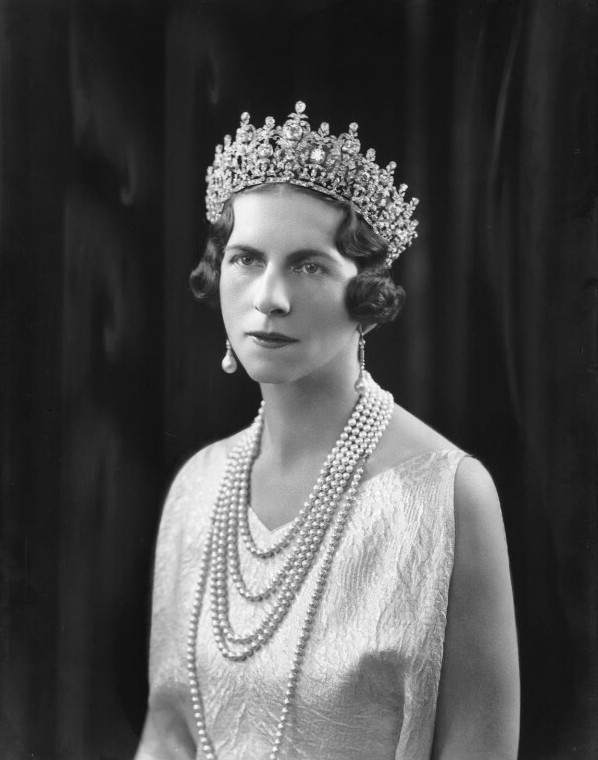
Regina mamă Elena
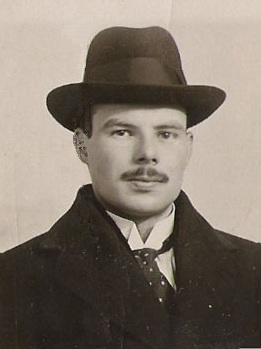
Prințul Constantin Karadja
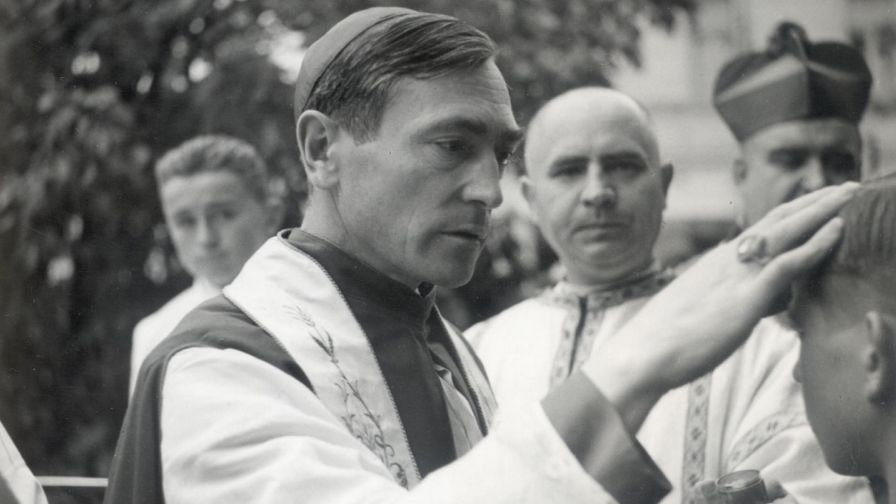
Episcopul Áron Márton

## Viața comunităților evreiești

### În timpul HolocaustuluiB

#### Munca obligatorie
Începând cu decembrie 1940, bărbații evrei, cu vârste între 18 și 50 de ani au fost excluși din armata română și supuși la muncă silnică prin pogramul de muncă de folos obștesc sau muncă de interes obștesc . Pentru a crea o diferențiere între munca de folos obștesc prestată de tineretul de etnie română în scop civic sau patriotic și munca la care erau supuși evreii, Legea din 21 iulie 1942 a introdus pentru evrei termenul de Muncă obligatorie. Detașamentele de muncă obligatorie erau de regulă afiliate CFR și utilizate în munci grele precum construirea de linii ferate, drumuri și șosele, pentru lucrări de executare a unor fortificații sau pentru alte lucrări de interes militar. Cu toată că, în mod oficial, lucrările trebuiau efectuate doar de bărbați apți de muncă, de regulă studenții, elevii și bătrânii evrei erau obligați să execute muncă agricolă, de deszăpezire sau de dezgropare a victimelor bombardamentelor anglo-americane.
Pentru a fi scutiți de munca obligatorie, a fost stabilit un sistem arbitrar de taxe pe care evreii aveau posibilitatea să le achite, ca un echivalent al muncii extenuante și distrugătoare. Deși această facilitate exista din punct de vedere legal, a avut o valoare practică nesemnificativă, averile evreilor supuși la muncă obligatorie fiind anterior confiscate de către stat.

#### Evreii ostatici
Ordinul clar și indubitabil al guvernului Antonescu către autoritățile române - Poliții și Prefecturi - de a pregăti liste de evrei: Se vor lua ostatici dintre conducătorii cunoscuți ai evreilor comuniști, rabini, hahami etc. care vor fi cazați într-o clădire aparte și în cazul când se va produce vreun atac de rebeliune sau terorism din partea evreilor și legionarilor comuniști, acești ostateci vor fi imediat împușcați. Vă rugăm a lua imediat măsuri pentru executarea prezentului ordin și se va prezenta lista ostaticilor și locul propus pentru ținerea lor. Dăm dispoziții ca cei rămași să fie imediat ridicați și trimiși sub escortă în localitățile stabilite pentru internarea lor. Raportați imediat de executare.
La începutul anului 1944, cănd era deja clar că războiul este pierdut, Mihai Antonescu a organizat la Ministerul de Externe un birou special de ștergere de urme cu o eficiență inegală în estomparea urmelor crimelor guvernului. Cantități uriașe de documente incriminatorii au dispărut, sau au fost corectate. Surse edificatoare, notabile, mai pot fi găsite în arhivele autorităților din provincie
Prefectul Constanței, colonelul Buzincu organizează activitatea cu evreii, ca răspuns la solicitările generalului Antonescu. O adresă trimisă de șeful biroului siguranței locale precizează: Vi se înaintează mai jos în copie ordinul Prefecturii județului Constanța No. 3735/941 pentru întocmai executare. Raportați imediat de executare. Semnat: Șef Birou Siguranță. Generalul Antonescu, cu ordinul No. 4599 ne aduce la cunoștință următoarele:
„ „M.A.I. dispune prefecturilor din tară să nu mai elibereze autorizatii pentru vizitarea evacuaților aflați în diferite lagăre (Tg.-Jiu și lagăre de muncă). Suntem informați că Polițiile și Prefectura Poliției Capitalei eliberează cu multă ușurință autorizații diferitelor persoane pentru vizitarea evacuaților din diferitele lagăre de muncă. Cum prin ordinul no. 4599/941 s-au dat dispozițiuni categorice în ceea ce privește măsurile de ordine și siguranță în situația actuală față de agitațiunile masei evreiești, suntem surprinși cum se eliberează astfel de autorizații, călcând, prin aceasta, dispozițiunile date de minister stop. In viitor să nu se mai elibereze autorizații pentru vizitarea evacuaților din lagărul Târgu-Jiu, cât și pentru alte lagăre de muncă, decât pentru cazuri de forță majoră bine justificate. „M.A.I. dispune prefecturilor din tară să nu mai elibereze autorizatii pentru vizitarea evacuaților aflați în diferite lagăre (Tg.-Jiu și lagăre de muncă). Suntem informați că Polițiile și Prefectura Poliției Capitalei eliberează cu multă ușurință autorizații diferitelor persoane pentru vizitarea evacuaților din diferitele lagăre de muncă. Cum prin ordinul no. 4599/941 s-au dat dispozițiuni categorice în ceea ce privește măsurile de ordine și siguranță în situația actuală față de agitațiunile masei evreiești, suntem surprinși cum se eliberează astfel de autorizații, călcând, prin aceasta, dispozițiunile date de minister stop. In viitor să nu se mai elibereze autorizații pentru vizitarea evacuaților din lagărul Târgu-Jiu, cât și pentru alte lagăre de muncă, decât pentru cazuri de forță majoră bine justificate.”„M.A.I. dispune prefecturilor din tară să nu mai elibereze autorizatii pentru vizitarea evacuaților aflați în diferite lagăre (Tg.-Jiu și lagăre de muncă). Suntem informați că Polițiile și Prefectura Poliției Capitalei eliberează cu multă ușurință autorizații diferitelor persoane pentru vizitarea evacuaților din diferitele lagăre de muncă. Cum prin ordinul no. 4599/941 s-au dat dispozițiuni categorice în ceea ce privește măsurile de ordine și siguranță în situația actuală față de agitațiunile masei evreiești, suntem surprinși cum se eliberează astfel de autorizații, călcând, prin aceasta, dispozițiunile date de minister stop. In viitor să nu se mai elibereze autorizații pentru vizitarea evacuaților din lagărul Târgu-Jiu, cât și pentru alte lagăre de muncă, decât pentru cazuri de forță majoră bine justificate.”„Sovietele urmăresc să producă acte de sabotaj, dezordine și agresiune în spatele frontului. În acest scop lansează din avioane spioni și agenți teroriști armați și adesea îmbrăcați în haine de femei. Acești agenți inamici iau contact cu agenții comuniști din țară și cu populația evreiască comunistă organizând acte de sabotaj, terorism și agresiune. Pentru curmarea astfel de lucruri, Dl General Antonescu ordonă: Evreii bărbați de la 18 la 60 de ani să fie adunați și puși sub pază, pentru a se sancționa imediat orice încercare de tulburare. Se vor lua măsuri de pază intensă la locurile unde evreii sunt strânși în lagăre (Ciobănița, Osmancea, Mereni). De la orele 20 până la ora șapte dimineața circulația evreilor va fi oprită și în satele unde sunt concentrați. Se vor lua ostatici dintre conducătorii cunoscuți ai evreilor comuniști, rabini, hahami etc. care vor fi cazați într-o clădire aparte și în cazul când se va produce vreun atac de rebeliune sau terorism din partea evreilor și legionarilor comuniști, acești ostateci vor fi imediat împușcați. Vă rugăm a lua imediat măsuri pentru executarea prezentului ordin și se va prezenta lista ostaticilor și locul propus pentru ținerea lor. Dăm dispoziții ca cei rămași să fie imediat ridicați și trimiși sub escortă în localitățile stabilite pentru internarea lor. Raportați imediat de executare. Prefect, colonel Buzincu.”
Sau, Ordinul Ministrului de Interne nr. 5328 din 11 iulie 1941 adresat prefecților preciza:
„ „M.A.l. dispune prefecturilor din tară să nu mai elibereze autorizatii pentru vizitarea evacuaților aflați în diferite lagăre (Tg.-Jiu și lagăre de muncă). Suntem informați că Polițiile și Prefectura Poliției Capitalei eliberează cu multă ușurință autorizații diferitelor persoane pentru vizitarea evacuaților din diferitele lagăre de muncă. Cum prin ordinul no. 4599/941 s-au dat dispozițiuni categorice în ceea ce privește măsurile de ordine și siguranță în situația actuală față de agitațiunile masei evreiești, suntem surprinși cum se eliberează astfel de autorizații, călcând, prin aceasta, dispozițiunile date de minister stop. In viitor să nu se mai elibereze autorizații pentru vizitarea evacuaților din lagărul Târgu-Jiu, cât și pentru alte lagăre de muncă, decât pentru cazuri de forță majoră bine justificate..”

### După 23 august 1944
Prin lovitura de stat din 23 august 1944 România trece de partea Aliaților declarând război Puterilor Axei. Guvernul generalului Constantin Sănătescu desființează toate măsurile și legile împotriva evreilor, dar haosul domnind în țară, ocupată de Armata Roșie care continua să se socotească în teritoriu inamic, chiar și după 12 septembrie când s-a semnat armistițiul, nu le-a permis multor dintre evreii deportați în Transnistria să-și reocupe domiciliile, cel mai adesea jefuite sau ocupate de alți refugiați.
Evreii prezenți în conducerea Partidului Comunist, care preia puterea la data de 6 martie 1945, precum Ana Pauker sau Iosif Chișinevschi, nu s-au preocupat de populația evreiască în general, nici de soarta refugiaților, ci excluziv de interesele lor de  staliniști carieriști, iar cei care, închipuindu-și că pot obține de la ei ajutoare sau dreptate, revendicându-se ca evrei, au fost acuzați că ar fi naționaliști mici-burghezi sau mai rău, cosmopoliți fără conștiință de clasă. Unii ajung astfel în lagărele din Bărăgan.

## Istoriografia Holocaustului

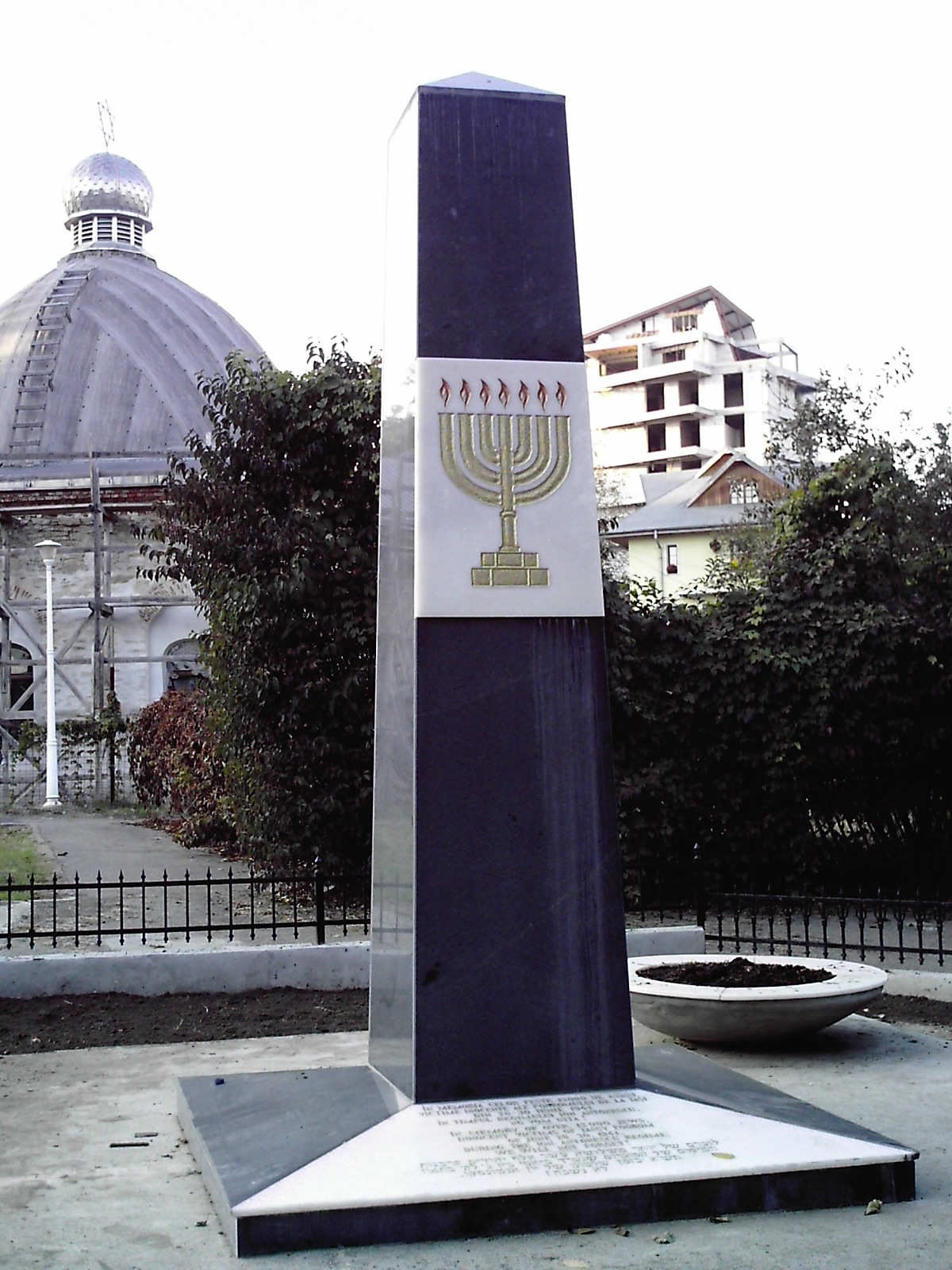
Monumentul Victimelor Pogromului de la Iași.

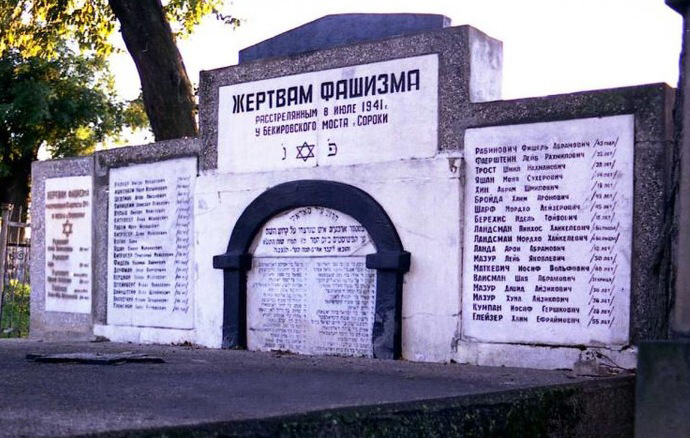
Mormântul celor 36 de evrei Soroceni uciși de armata română în Iulie 1941.

Elie Wiesel rezuma astfel situația: „Dintre toți aliații Germaniei naziste, Franța vichystă și România sunt cei care aveau cele mai importante comunități evreiești și cei care au pus la cale propria lor politică de exterminare, astfel că poartă răspunderea cea mai mare, după însăși Germania, pentru moartea evreilor europeni... Iași, Odesa, Bogdanivka, Domanivka, Peciora de exemplu sunt printre cele mai hidoase măceluri comise contra evreilor în decursul Holocaustului. Statul român a săvârșit și el un genocid împotriva evreilor. Faptul că nu i-a exterminat pe toți nu trebuie să ascundă această realitate.”
Există trei interpretări ale Holocaustului din România. Toți autorii descriu aceleași crude fapte, dar cei care le-au trăit ei-înșiși, precum Matatias Carp, Marius Mircu sau Raul Rubsel le înțeleg ca o paranteză monstruoasă de bestialitate în istoria poporului român provocată de circumstanțele războiului, dar străină de caracterul obișnuit al acestui popor. În schimb, cei care nu au trăit ei-înșiși urgia, unii afirmă că «Istoria României moderne nu poate fi înțeleasă fără antisemitism», în acord prin aceasta cu Mișcarea Legionară. Istoricul Neagu Djuvara, mărturisind că el însuși a fost influențat de ideile antisemite în tinerețe, a explicat că bestialitatea nu face parte din identitatea nici-unui popor în particular, ea ieșind la iveală oriunde dispare democrația și oriunde o ideologie totalitară justifică folosirea violenței ca mijloc de rezolvare a problemelor politice: în România, violența criminală inițial dezlănțuită împotriva Evreilor a lovit ulterior, până la 22 decembrie 1989, majoritatea poporului român. Tot el estima că ipoteza «parantezei monstruoase» duce la pocăință și împăcare suscitând groază și milă față de victime la tinerele generații, astfel incitate să aibă grijă să nu se mai întâmple niciodată asemenea crime, pe când ipoteza «României moderne nedespărțită de antisemitism» duce la întreținerea și chiar la reapariția antisemitismului, culpabilizând tinerele generații care, simțindu-se acuzate de sentimente monstruoase prin simplul fapt că aparțin poporului român, sunt incitate să se simtă potrivnice acuzatorilor sau chiar să ia partea călăilor.	 
Multe fapte infirmă ipoteza «României moderne nedespărțită de antisemitism». Între iunie 1941 și august 1944, aproape 86.000 de militari au fost condamnați pentru că au refuzat să execute ordine privind măcelul evreilor sau altor civili și două divizii, denumite «Tudor Vladimirescu» și «Horia-Cloșca-Crișan» au combătut de partea Aliaților în cadrul forțelor sovietice; nu toți acești soldați erau evrei sau comuniști, iar poporul român nu poate fi împărțit doar în "antisemiți" și "comuniști".
Consolidându-se, regimul comunist promovează cultura yiddish și muzica klezmer, dar excluziv în cadrul proletcultismului oficial, pentru a proslăvi Partidul și conducătorii săi. A apărut astfel un folclor evreiesc „socialist” care, aidoma folclorului românilor, sașilor sau maghiarilor, nu reușea să ascundă înăbușirea intelectuală și economică a majorității cetățenilor țării, evrei sau nu. Astfel, ca și sașii, grecii sau turcii, evreii din România au părăsit masiv țara, emigrând spre statul care accepta să plătească pentru ei, anume Israelul. Astfel, dispare treptat iudaismul românesc, care mai dăinuiește numai în Israel unde există încă ziare și restaurante românești, precum și asociații ale evreilor veniți din România.

## Holocaustul în România postbelică

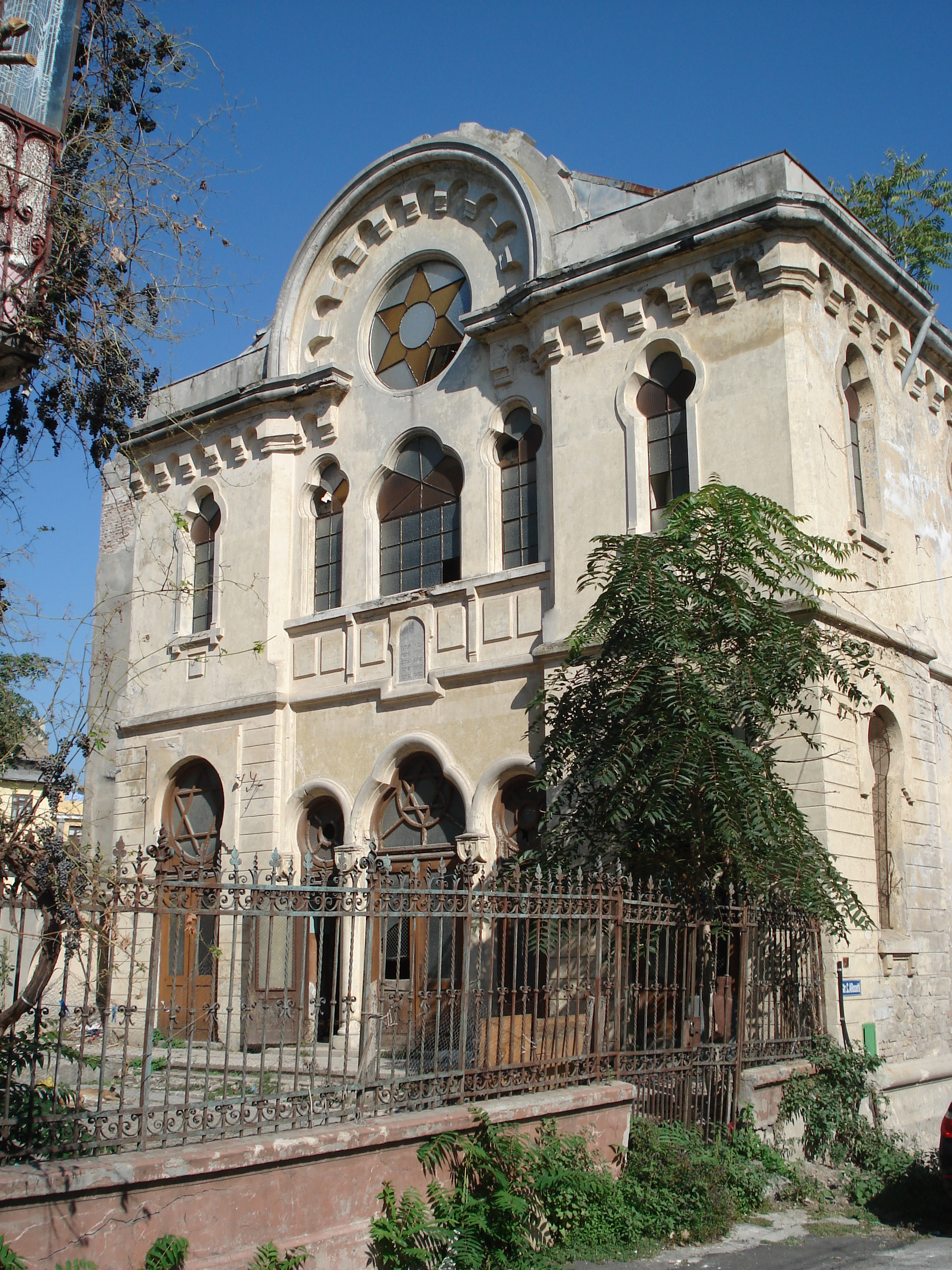
Sinagoga mică de la Constanța, în stil romaniot, în paragină în 2010; cea mare, în stil așkenaz, a fost demolată în anii 1980.